# Om historiebegrebet
Om historiebegrebet (Über den Begriff der Geschichte) er en tekst af den tyske historiefilosof Walter Benjamin fra foråret 1940, kort før nazisterne invaderede Frankrig. Det er en af de mest centrale og komprimerede tekster i hans forfatterskab, og desuden det sidste han skrev inden sin flugt fra nazisterne og selvmord ved den fransk-spanske grænse.
Teksten er oversat til dansk i samlingen Kulturkritiske essays (Gyldendal, 1998) og den tidligere samling Kulturindustri (Rhodos, 1973) under titlen Historie-filosofiske teser.

## Teserne
Teksten består af 18 teser (I-XVII). Et tillæg er desuden kommet til siden.

## Eksterne links
- Læs Om historiebegrebet (pdf)